# Cubaanse rugvinkathaai
De Cubaanse rugvinkathaai (Eridacnis barbouri) is een vissensoort uit de familie van de rugvinkathaaien (Proscylliidae). De wetenschappelijke naam van de soort is voor het eerst geldig gepubliceerd in 1944 door Bigelow & Schroeder.